# Boeing 247
Dimensions
Le Boeing Modèle 247 fut un des premiers avions de transport à intégrer pleinement des avancées technologiques comme la construction tout métal (l’aluminium anodisé), une structure semi-monocoque, une aile en porte-à-faux et un train d'atterrissage rétractable. L’avion comportait bien d’autres innovations, telles que l’emploi de gouvernes compensées, un pilote automatique et un système de dégivrage par boudins (boots) gonflables sur les ailes et l'empennage.
Commandé "sur plans", le 247 effectue son premier vol le 8 février 1933 et entre en service plus tard la même année. Si on assiste à partir de cette époque à une évolution constante en termes de capacités et de nombre de moteurs, aucun changement significatif de la base de cet avion n’apparaît par la suite, si ce n’est l’arrivée d’avions pressurisés, puisque les vols à haute altitude sont progressivement introduits au début des années 1940, notamment grâce au Boeing 307.

## Conception et développement
Avec le modèle 247, Boeing éclipse tous les autres constructeurs de l’époque en incorporant une foule de caractéristiques aérodynamiques et techniques dans un avion de ligne. Cette petite révolution dans la conception des avions de transport commence d’ailleurs plus tôt, lorsque le Boeing Monomail ou le bombardier B-9 émergent déjà de par leurs qualités de vitesse et de sécurité combinées. Le Boeing 247 est plus rapide que les premiers avions de combat américains de l'époque, tels que le Boeing P-12, un biplan à cockpit ouvert. Les caractéristiques aérodynamiques permettent de plus une vitesse très raisonnable à l’atterrissage, de l’ordre de 100 km/h, ce qui permet de se passer de l’utilisation de volets, et les pilotes apprennent vite qu’à des vitesses aussi faibles que 10 miles par heure (16 km/h), ils peuvent très bien faire le roulage "queue haute", ce qui facilite grandement les manœuvres au sol.
En outre, le 247 est le premier avion de transport à pouvoir vraiment voler sur un seul moteur. Avec ses hélices à pas variable (équipement standard sur la série 247D), le 247 pouvait maintenir une altitude de 3 500 mètres à la masse maximale de décollage. Ces caractéristiques fixeront la norme pour le Douglas DC-1 et les autres avions de ligne apparus juste avant la Seconde Guerre mondiale. L'appareil était initialement prévu pour le transport de 14 passagers et propulsé par des moteurs en étoile Pratt & Whitney R-1690 Hornet, mais l'examen préliminaire du concept par les pilotes de United Air Lines donnera lieu à l’adoption d’une configuration définitive plus modeste.
Une préoccupation des pilotes était qu’aucun aérodrome de l’époque n’était dans la capacité d’accueillir en toute sécurité des avions de plus de 8 tonnes. Paradoxalement, ils s’opposaient aussi  à l'utilisation des moteurs Hornet, la plupart d’entre eux étant habitués aux Wasps moins puissants. Ingénieur en chef chez Pratt & Whitney, George Mead savait que cette vue était erronée et qu’elle semblerait tout à fait archaïque dans quelques années. Le président de P & W, Frederick Rentschler, face à une décision difficile, finit quand même par acquiescer à la demande des pilotes. Cette décision n’allait pas manquer de créer un fossé entre Mead et Rentschler. Malgré ces désaccords amers sur la conception et les moteurs, le 247 restait une réussite remarquable et fit sensation lors de l'Exposition universelle de Chicago en 1933.
Contrairement à la disposition aérodynamique classique du pare-brise, celui des premiers 247 était incliné vers l’avant. C’était la solution apportée au problème de réflexion de la lumière provenant  des instruments de bord pendant les vols de nuit, mais il s’avéra vite que le pare-brise ainsi disposé reflétait les lumières du sol à la place, en particulier lors de l'atterrissage, tout en augmentant également la trainée. A l'introduction du 247D, le pare-brise fut donc incliné vers l'arrière de manière conventionnelle, et le problème d’éblouissement résolu par l'installation d'un filtre anti-reflets (le glarescreen) par-dessus le panneau des instruments.
Le train d'atterrissage principal ne se rétractant pas complètement, une partie des roues restait visible en dessous des nacelles. Ceci est typique des dessins de l'époque, et supposé réduire les dommages structurels lors d’un atterrissage train rentré. La roulette de queue n'était pas rétractable. Tandis que les modèles 247 et 247A avaient des capots moteur en anneau et des hélices à pas fixe, le modèle 247D incorporait un capot NACA et des hélices à pas variable.
Boeing était déjà très soucieux de la sûreté de ses machines, mais travaillait aussi au confort dont profiteraient les passagers et l’équipage. La climatisation automatique et les efforts d’insonorisation en sont des exemples. L'équipage comprenait un pilote et un copilote ainsi qu'une hôtesse de l'air.

## Histoire opérationnelle
Alors que le 247 émergeait de sa phase de développement, la société allait tout de suite en tester les capacités en l’inscrivant sur une course aérienne de longue distance en 1934 : la course MacRobertson, disputée entre l'Angleterre et l'Australie. Un 247D modifié fut inscrit, piloté par le colonel Roscoe Turner et par Clyde Pangborn. Le Boeing 247, numéro de course "57" était essentiellement un modèle de production, mais tout le mobilier propre aux avions de ligne avait été supprimé pour accueillir des réservoirs supplémentaires (huit au total). La course MacRobertson attirait toutes sortes d'avions venant de partout dans le monde y compris des prototypes ou des modèles de production établis, cette difficile épreuve étant considérée comme un excellent terrain d'essai ainsi que l'occasion de se faire une réputation internationale. Turner et Pangborn se classèrent en deuxième position dans la section « transport » (et en troisième au classement général), derrière leur rival direct, le nouveau Douglas DC-2.
Après avoir remporté en 1934 le trophée d'excellence US Collier dans le domaine de la conception aéronautique, l'avion fit l'objet de premières commandes par la compagnie Boeing Air Transport de William Boeing.
Le 247 était capable de traverser les États-Unis d'une côte à l'autre en huit heures de moins que tous ses prédécesseurs, comme le trimoteur Ford ou le Curtiss Condor. Entré en service le 22 mai 1933, un 247 de Boeing Air Transport allait établir un record de vitesse lors de son vol inaugural entre San Francisco et New York avec un temps de vol de 19 h 30 min. Pour la première fois des passagers pouvaient traverser le pays sans escale.
En raison de la demande initiale de transporteurs aériens américains, Boeing allait vendre les 60 premiers 247 à sa compagnie affiliée, Boeing Air Transport (qui faisait partie de la United Aircraft et Transport Corporation, UATC), à un prix unitaire de 65 000 $. TWA (Transcontinental & Western Air) commanda également le 247 mais UATC allait décliner l'offre, ce qui entraîna le président de TWA, Jack Frye, à financer la conception du prototype DC-1 de Douglas, qui allait donner naissance au DC-3, promis à une grande carrière.
Bien que le concept de Boeing ait été le premier à connaître la production en série, le 247 allait vite souffrir de quelques défauts de conception assez rédhibitoires. La capacité limitée à dix passagers était un inconvénient majeur pour les transporteurs aériens qui allaient naturellement se tourner vers les Douglas DC-2 et DC-3, nettement plus rentables. Le Lockheed modèle 10 Electra, qui avait une configuration similaire, était d’un dessin plus compact, et cet avion pouvait transporter le même nombre de passagers à un coût bien moindre. Une autre caractéristique devant influencer le confort des passagers était que le longeron principal de l'aile du 247 traversait carrément la cabine, et qu'il fallait l'enjamber pour circuler.
Soixante-cinq modèles 247 furent construits, alors que Douglas avait recueilli 800 commandes civiles pour son DC-3 avant l'attaque de Pearl Harbor, et allait produire plus de 10 000 de ces machines, version militaire C-47 comprise, tandis que la "famille Electra" de Lockheed allait finalement atteindre plus de 3 000 ventes dans les différentes variantes civiles et militaires. Boeing Air Transport avait acheté soixante exemplaires et United Aircraft Corp dix. Quatre avions allèrent à la Deutsche Luft Hansa, et un dernier fut acheté par un privé en Chine. Alors que l'industrie se standardisait sur les concurrents de Boeing, de nombreux avions de United furent ensuite achetés par Western Air Express "à prix cassés".
Le 247 reste en service aérien jusqu'à la Seconde Guerre mondiale et plusieurs machines seront converties en C-73 de transport et d’entraînement. L’escadron 121 de la Royal Canadian Air Force (RCAF) exploite sept 247D pendant la première partie de la guerre. Certains 247 volaient encore dans les années 1960, convertis en transport de fret ou en avions d'affaires privés.
Parmi un certain nombre de variantes spécialement modifiées, figure un Boeing 247Y de United que l’Air Corps avait modifié avec deux mitrailleuses dans le nez. La même installation allait plus tard être adaptée à un 247Y détenu par le général Tchang Kaï-chek, cet avion comportant également une mitrailleuse de calibre .50 Colt montée sur support flexible. Un 247D acheté par la Royal Air Force britannique fut transformé en plateforme d'essai pour de nouveaux équipements, avec un nez non standard, de nouvelles motorisations et un train fixe.
Le 247D de Turner et Pangborn existe toujours. Exploité à partir du 5 septembre 1934, il fut loué par United Airlines pour la course MacRobertson de 1934 puis est retourné à United où il fut en service régulier jusqu'en 1937. Par la suite, ce 247D fut vendu à la "Union Electric Company" de Saint-Louis à l'usage exclusif de ses cadres dirigeants. Le Bureau de la sécurité aérienne acheta l'avion en 1939 et l'utilisa pendant quatorze ans avant de le remettre au National Air and Space Museum de Washington DC. Il y est visible aujourd'hui avec deux marques de série, le côté gauche étant marqué NR257Y, comme en 1934 lors de la course MacRobertson, tandis que le côté droit est peint aux couleurs de United Airlines.

## Incidents et accidents
- 10 octobre 1933 – Un 247 de United Air Lines fut victime du premier cas avéré de sabotage d'un avion de ligne. L'avion, en route de Cleveland à Chicago, fut détruit par un engin explosif à base de nitroglycérine au-dessus de Chesterton, dans l’Indiana.
- 9 novembre 1933 - Un 247 de United Air Lines 247, NC13345, s'est écrasé au décollage après que le pilote ai été désorienté dans le brouillard; quatre des neuf occupants meurent dans l’accident.
- 20 décembre 1934 – Le vol United Air Lines 6, s'écrase près de Western Springs, dans l’Illinois, à cause d’un givrage de carburateur, les quatre personnes à bord ont survécu. L'avion fut réparé et converti à la norme 247D en juillet 1935 et remis en service. Converti pour l’USAAF et rebaptisé C-73 en 1942.
- 7 octobre 1935 – Le vol United Air Lines Trip 4, un 247D, s’écrase à environ 16 km à l'ouest de Cheyenne, dans le Wyoming. La cause de l'accident n'est pas découverte, l’équipage de trois personnes et les neuf passagers ayant été tués.
- 30 octobre 1935 - Un 247D de United Air Lines s'écrase lors d'un vol de contrôle près de Cheyenne, tuant les quatre membres d'équipage.
- 15 décembre 1936 – Sept personnes meurent quand le vol 6 de Western Air Express, un 247D, en provenance de Burbank, en Californie et en route vers Salt Lake City via Las Vegas, s'écrase juste en dessous de Hardy Ridge dans l'Utah. L’épave de l’avion est projetée par-dessus la crête et tombe 300 mètres plus bas dans le bassin.
- 27 décembre 1936 – Le vol United Air Lines 34, un 247D, s'écrase dans le "Rice Canyon", en Californie, en raison d'une erreur de pilotage, les douze occupants sont tués.
- 12 janvier 1937 – Le vol Western Air Express 7, entre Salt Lake City et Burbank, s'écrase sur une montagne près de Newhall, en Californie, tuant cinq personnes.

## Variantes
- Modèle 280 : Version originale du Boeing 247 avec 14 sièges et moteurs P&W Hornet de 700 ch.
- Modèle 247 : bimoteur de transport civil. La version initiale de production.
- 247A : Propulsé par le nouveau P&W Wasp de 625 ch, sur commande spéciale pour la Deutsche Luft Hansa en 1934.
- 247E : Cette appellation a été donnée au premier Boeing 247 qui a été utilisé pour tester un certain nombre d’améliorations à être ultérieurement incorporées dans le 247D.
- 247D : Avion unique conçu pour la course McRobertson, l'utilisation d’hélices Hamilton standard à pas variable permis un gain de 10 km/h. La production en série qui s’ensuivit porta le même nom.
- 247Y : version armée, dont un exemplaire fut exporté vers la Chine, le deuxième étant utilisé pour les essais.
- C-73 : Désignation du 247D adapté au service dans l'USAAF. 27 machines furent concernées.

## Opérateurs civils

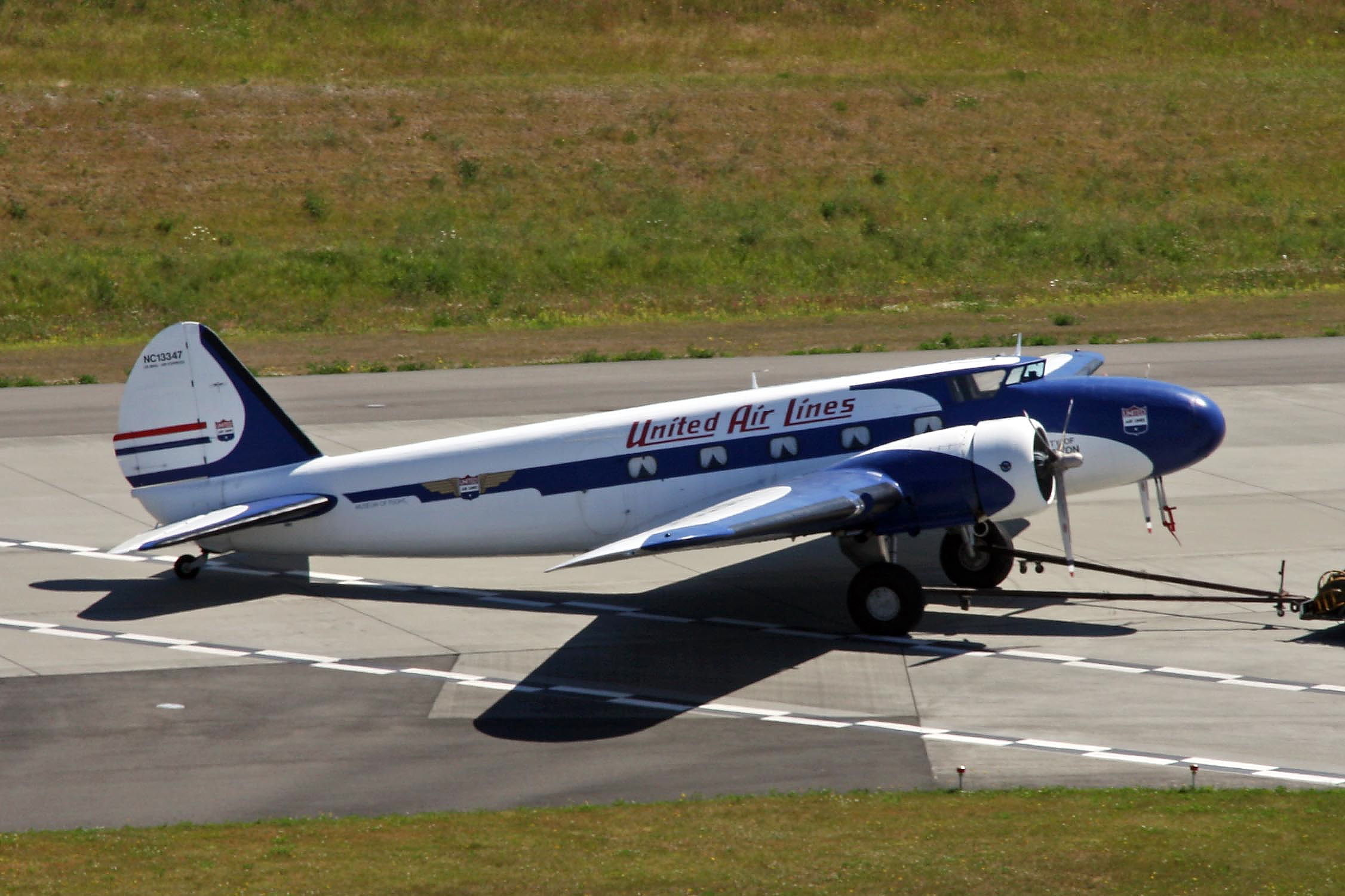
Boeing 247 aux couleurs d'United Air Lines.

- Allemagne : Luft Hansa : 4 avions.
- Brésil : Viação Aérea Bahiana: Un avion.
- Canada : Canadian Pacific Airlines, Quebec Airways.
- Colombie : Avianca (SCADTA) exploite 10 avions.
- États-Unis : Boeing Air Transport (devenu United Air Lines) exploite 60 avions. Empire Air Lines. National Parks Airways. Pennsylvania Central Airlines. United Aircraft Corporation (exploite 10 avions). Wien Air Alaska. Western Airlines. Woodley Airways. Wyoming Air Service.
- République de Chine : Un avion privé.

## Opérateurs militaires
- Canada : Royal Canadian Air Force.
- États-Unis : United States Army Air Corps.
- Royaume-Uni : Royal Air Force.

## Survivants
- c/n 1699, CF-JRQ : Visible au Canada Aviation Museum, Ottawa. Donné au musée en 1967 par California Standard Oil de Calgary, dans l'Alberta.
- c/n 1722, N18E : Visible au National Museum of Science and Industry, à Wroughton, UK.
- c/n 1729, N13347 : Toujours en état de vol, visible au Museum of Flight Restoration Center, Paine Field, Snohomish County, Washington, États-Unis.
- c/n 1953, NC13369 / NR257Y : Visible au National Air and Space Museum de Washington DC.

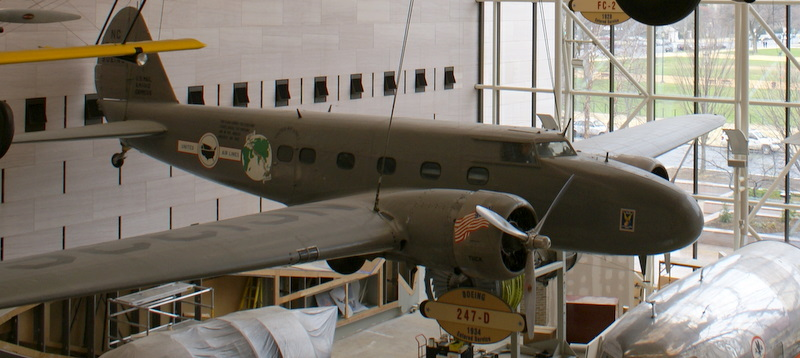
Boeing 247

### Avions comparables
- Douglas DC-3
- Junkers Ju 52